# Штабс-ефрейтор
Штабс-ефрейтор (нем. Stabsgefreiter) — воинское звание в армии Германии. Эквивалентно званиям НАТО, обозначающимся кодом OR-4. Существовало в вермахте до 1942 года. В настоящий момент также используется в бундесвере.

## Вермахт
В вермахте звание штабс-ефрейтора располагалось выше звания обер-ефрейтора, но ниже унтер-офицера. Звание не относилось к унтер-офицерским и обычно присваивалось обер-ефрейторам, имеющим большую выслугу лет, но по ряду причин (неграмотность, дисциплинарная провинность и т. д.) не имеющим возможность получить унтер-офицерское звание.